# Ricardo Mendoza
Ricardo Gabriel Mendoza Castillo (Lima, 27 de abril de 1990) es un comediante, celebridad de Internet y actor peruano. Ha conseguido mayor notoriedad por crear y presentar el videocast y espectáculo teatral de comedia Hablando huevadas, junto al también comediante Jorge Luna.

## Biografía

### Primeros años
Ricardo Gabriel Mendoza Castillo nació el 27 de abril de 1990 en Lima. Es el sobrino del actor y humorista peruano Carlos Alcántara, con quién trabajo en sus proyectos cinematográficos y teatrales. Estudió la facultad de comunicaciones la cual abandonó.
Comenzó su carrera artística a los diez años, en el año 2000, participando esporádicamente en el programa infantil peruano María Pía y Timoteo como parte del público de niños. Pero hasta 2009, cuando Mendoza inicia su incursión en la comedia, desempeñándose en el stand-up, presentándose en diferentes bares de la capital peruana.

### ¡Asu mare!y unipersonales
Gracias su experiencia artística, fue convocado por su tío Carlos Alcántara para formar parte de su película biográfica ¡Asu mare! en el año 2012, donde haría el papel de «Tarrón», uno de los mejores amigos del protagonista «Cachín». Tras el éxito de la película, Mendoza retoma el mismo rol en las secuelas 2015 y 2018.
En el año 2014, concursa en el reality show cómico Gud nay Chabuca de la mano del actor cómico Ernesto Pimentel, sin éxito. Tras su participación en la competencia, ingresa al elenco del también comediante Carlos Álvarez en 2015, formando parte de su espacio televisivo Nadie se salva y al año siguiente, en la producción Habla bien.
Fue parte del show cómico Stand-up night compartiendo junto a otros artistas de la comedia peruana, y participó como protagonista de sus propios unipersonales Íntimos,[cita requerida] Calla gordo y Todo es mejor entre risas.

### Hablando Huevadas
Mendoza se une con el cómico Jorge Luna para asumir la conducción del programa cómico web Hablando Huevadas por la plataforma YouTube en el año 2019, aquella que, más tarde, lo llevaría al estrellato. En el espacio se invita a diferentes celebridades de la farándula peruana para formar parte del show bajo el estilo de humor negro. Crearon el canal No Somos TV en 2022, cuyo objetivo es competir con la televisión de señal abierta, con programas web como Rescatando Huevadas, Gatada de vatos, Noche de patas y Chapa tu money.
En 2023, la dupla protagonizó su primera miniserie web de ficción, Hijo de... (sic).

## Controversias

### Separación de¡Asu mare!
En el año 2022, en uno de los shows del programa Hablando Huevadas, Mendoza y Luna hablaron sobre el Campeonato Mundial de Futsal para personas con síndrome de Down, en la cual ambos tomaron a la broma con sus comentarios. Luna había aclarado que no estaba al tanto en temas de fútbol, por otro lado, Mendoza habló de forma humillante que provocaría un conflicto interno con su tío Carlos Alcántara y su separación de la película ¡Asu mare!. Debido a la verdad de los hechos, Alcántara apoyó en un comunicado a las personas con discapacidad. Mientras tanto, se reunió con los productores de Tondero Producciones para darle finalmente su renuncia al rodaje de la cuarta película ¡Asu mare! Los amigos, en la que inicialmente iba a protagonizar con los actores Franco Cabrera, Miguel Vergara y Andrés Salas. Tras su separación, Mendoza fue reemplazado por el actor peruano Emilram Cossío para completar el elenco principal. Además de ello, Mendoza afirmó que su nuevo proyecto con Alcántara no estaba en sus planes.

### Denuncia por una broma
El estilo de humor de Mendoza fue un blanco de las críticas.[cita requerida] En febrero de 2022, en uno de los programas del espacio Complétala, fue parte de una broma, junto a su prima Norka Gaspar, youtuber y comediante de stand-up peruana, hacia una niña agredida sexualmente. Este caso lo llevó a los tribunales, siendo Mendoza y Gaspar denunciados por la Fiscalía de su país por contraversión de los niños, niñas y adolescentes para luego, abrir las investigaciones. Según el Ministerio Público, la verdad de los hechos denunciados tendrían relevancia penal, siendo puestos a conocimientos de la Fiscalía Especializada de Violencia contra la Mujer.

## Filmografía

### Cine
| Año  | Título                          | Rol      | Notas             |
| ---- | ------------------------------- | -------- | ----------------- |
| 2013 | ¡Asu mare!                      | Tarrón   | Rol recurrente    |
| 2014 | Viejos amigos                   | Willy    | Rol recurrente    |
| 2015 | ¡Asu mare! 2                    | Tarrón   | Rol recurrente    |
| 2018 | ¡Asu mare! 3                    | Tarrón   | Rol recurrente    |
| 2023 | Hablando huevadas: ¡Hijo de...! | Él mismo | Rol coprotagónico |

### Televisión
| Año       | Título              | Rol          | Notas             | Emisión            |
| --------- | ------------------- | ------------ | ----------------- | ------------------ |
| 2000      | María Pía y Timoteo | Él mismo     | Parte del público | América Televisión |
| 2014      | Gud nay Chabuca     | Él mismo     | Participante      | América Televisión |
| 2015      | Nadie se salva      | Varios roles | Actor cómico      | América Televisión |
| 2016-2017 | Habla bien          | Varios roles | Actor cómico      | América Televisión |

### Web
| Año        | Título              | Rol      | Notas                    | Emisión                           |
| ---------- | ------------------- | -------- | ------------------------ | --------------------------------- |
| desde 2019 | Hablando huevadas   | Él mismo | Presentador y comediante | YouTube (canal Hablando Huevadas) |
| desde 2022 | Rescatando huevadas | Él mismo | Presentador y comediante | YouTube (canal No Somos TV)       |

## Teatro
- Una noche es íntima con Karl Bond (2013)
- Ricardo Mendoza, stand-up comedy (2019)
- Stand-up night (2018)
- Calla gordo (2018)
- Íntimos (2021-2022)
- Todo es mejor entre risas (2023)
- Todo lo que digas, serán usados por su contra (2023)